# Rameau musculaire du nerf ulnaire
Les rameaux musculaires du nerf ulnaire sont les branches musculaires du nerf ulnaire.
Ils naissent au niveau du coude.
Ils innervent le muscle fléchisseur ulnaire du carpe (souvent par deux rameaux) et la partie médiale du muscle fléchisseur profond des doigts correspondant au quatrième et cinquième doigts.
Le schéma de ramification des branches musculaires du nerf ulnaire est variable.